# P̃

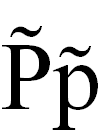
Písmeno P s diakritikou

P̃ (malé písmeno p̃, bislamsky snekpi, hadí p) je speciální písmeno latinky. Nazývá se P s vlnovkou. Není příliš používáno, nachází se pouze v jazycích používaných na Vanuatu (severní a jižní efatština, namakurština a bislamština), kde reprezentuje [k͡p]. Nachází se také v janeštině (Yanesha), jazyku používaném v Peru. Používalo se také ve staroangličtině, ale pouze jako znak pro penci.

## Kódy
|                      | P̃                                                        | p̃                               |
| -------------------- | -------------------------------------------------------- | ------------------------------- |
| Unicode              | LATIN CAPITAL LETTER P WITH TILDE U+0303 COMBINING TILDE | LATIN SMALL LETTER P WITH TILDE |
| HTML                 | P&#771                                                   | p&#771                          |
| HTML (hexadecimální) | &#x0050;&#x0303                                          | &#x0070;&#x0303                 |
| HTML (decimální)     | &#80;&#771                                               | &#112;&#771                     |